# Zénith de Rouen
Le Zénith de Rouen est une salle de concerts située au Grand-Quevilly dans l'agglomération rouennaise. Sa capacité varie entre 850 et 8 000 places selon la nature du spectacle et bénéficie d'une scène de 450 m2.

## Historique
Le Zenith est une réalisation financée par l'État, le ministère de la Culture, le conseil régional de Haute-Normandie, le FEDER et le conseil départemental de la Seine-Maritime.
Un concours d'architecture lancé en septembre 1997 désigne en mars 1998 Bernard Tschumi. Les travaux ont débuté le 3 mars 2000. Il est inauguré le 25 février 2001 par son parrain, Patrick Bruel. Il s'agit du dixième Zénith construit en France. 
Bernard Tschumi a reçu le prix de l'American Institute of Architects pour ce grand projet.
Après 5 ans d'existence, le Zenith de l'agglomération rouennaise avait reçu 1 300 000 spectateurs, ce qui en fait la deuxième salle de spectacle par son affluence [réf. nécessaire].

## Gestion

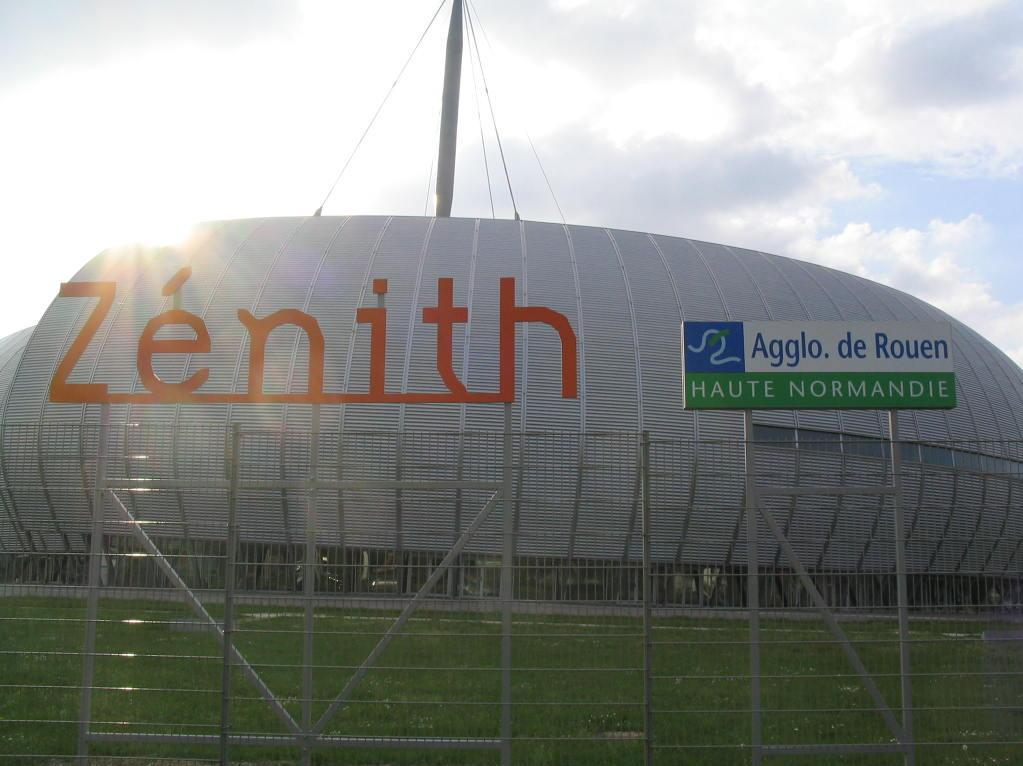
Entrée du Zénith

Depuis juillet 2018, le Zénith de la Métropole Rouen Normandie est géré par la société SEINE ZENITH.

## Stationnement
Le stationnement du Zénith, qui est en réalité celui du parc des expositions, peut accueillir 4 200 véhicules. Celui-ci est gratuit et est accessible aux véhicules légers, aux handicapés et aux cars, mais sa configuration (une seule entrée), cause une grande attente (jusqu'à une heure parfois pour en sortir lors de spectacles complets), en conséquence beaucoup d'automobilistes stationnent sur les trottoirs de l'avenue des Canadiens rien que pour éviter la queue à la sortie.

## Desserte
Le Zénith de Rouen est desservi par les lignes  T4 F6 F9 du réseau Astuce (via l'arrêt Zénith-Parc Expo).
20 minutes après chaque spectacle, deux bus du réseau Astuce sont mis au service des spectateurs souhaitant se déplacer dans l'agglomération de Rouen. La première navette part en direction de l'est et la seconde part en direction de l'ouest. Ces deux lignes sont en correspondance avec la ligne de Noctambus.